# Some Kind of Monster (ep)
|  | For filmen af samme navn, se Some Kind of Monster (film) |
Some Kind of Monster er en ep med Metallica fra 2004, hvor titelsangen er en redigeret version af en sang fra albummet St. Anger. Denne er suppleret med live-numre fra 2003-showene.